# Józef Hulka

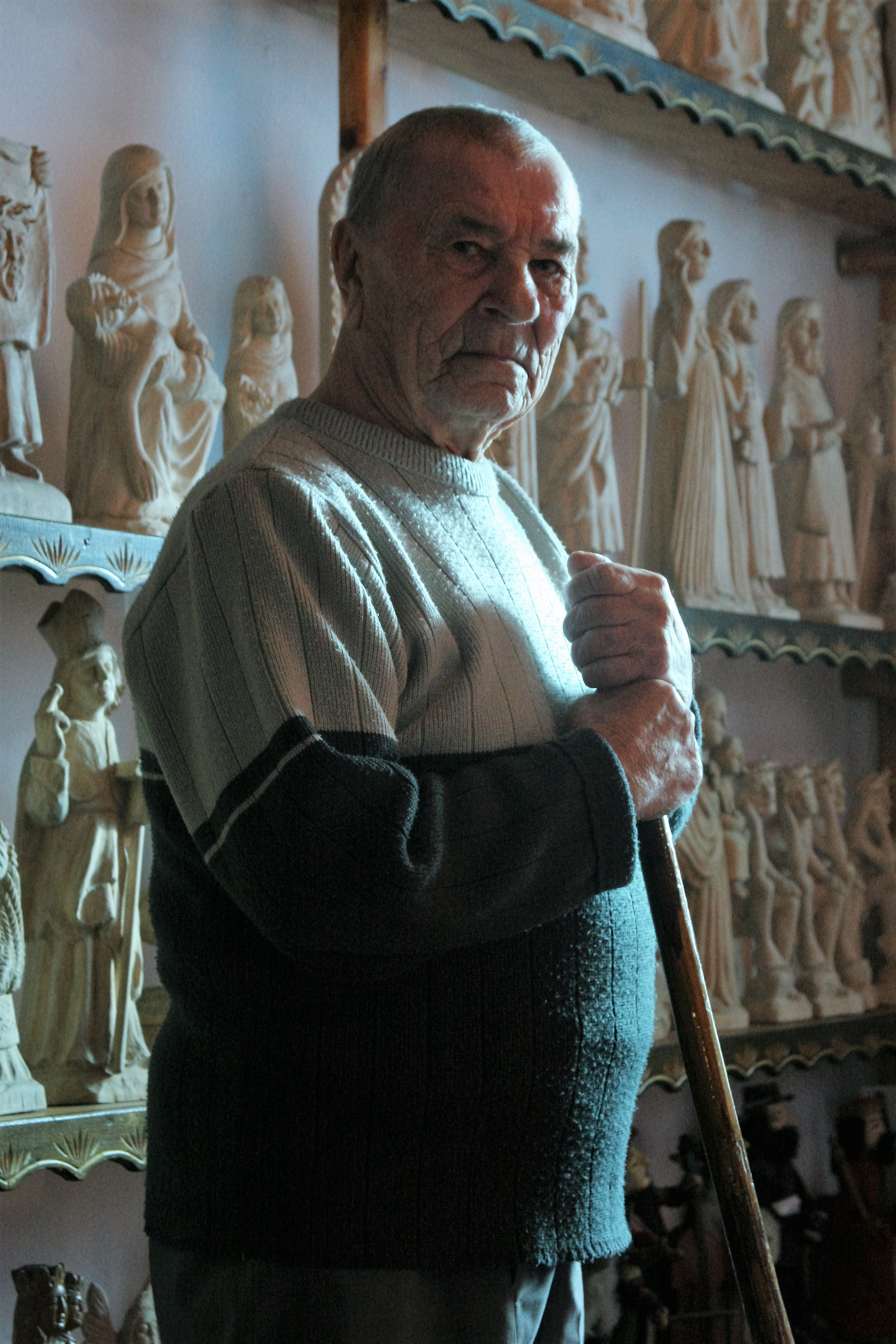
Józef Hulka, 2016

Józef Hulka (ur. 28 lutego 1926 w Łękawicy) – rzeźbiarz, twórca szopek i masek obrzędowych. Jego prace znajdują się w wielu muzeach etnograficznych i regionalnych w Polsce i za granicą.
Jego żona Anna Hulka (1925–2009) również była niezwykle zasłużoną artystką ludową.

## Twórczość
Z zawodu stolarz. Zaczął rzeźbić we wczesnej młodości. W okresie powojennym uczestniczył w konkursach sztuki ludowej, zdobywając najwyższe nagrody. W jego twórczości dominuje tematyka sakralna. Są to przede wszystkim figury Jezusa Chrystusa, Matki Boskiej i świętych. Pojawiają się również sceny biblijne i postaci aniołów. Swoje rzeźby wykonuje w drewnie olchowym, lipowym i brzozowym.
Część rzeźb i płaskorzeźb (m.in. stacje Drogi Krzyżowej) wykonał dla kościoła parafialnego pod wezwaniem św. Michała Archanioła w Łękawicy zbudowanego w 1995 roku na miejsce spalonej w 1992 roku drewnianej późnogotyckiej świątyni.
Drugim nurtem jego twórczości są akcesoria obrzędowe, głównie maski, gwiazdy i szopki nawiązujące do tych wykorzystywanych przez kolędników w okresie Bożego Narodzenia. Również sam Hulka kolędował w młodości z szopką odgrywając scenki przy pomocy kukiełek własnej produkcji. Przez szereg lat tworzył rzeźby i szopki z kukiełkami na zamówienie Cepelii. Przy tworzeniu masek i kukiełek pomagała mu żona Anna, która zaczynając od bibułkowych kwiatów z czasem zaczęła tworzyć własne prace. Zapamiętane przez niego słowa kolęd zostały spisane w wydanym przez w Muzeum w Żywcu śpiewniku „Hej kolęda będzie”.

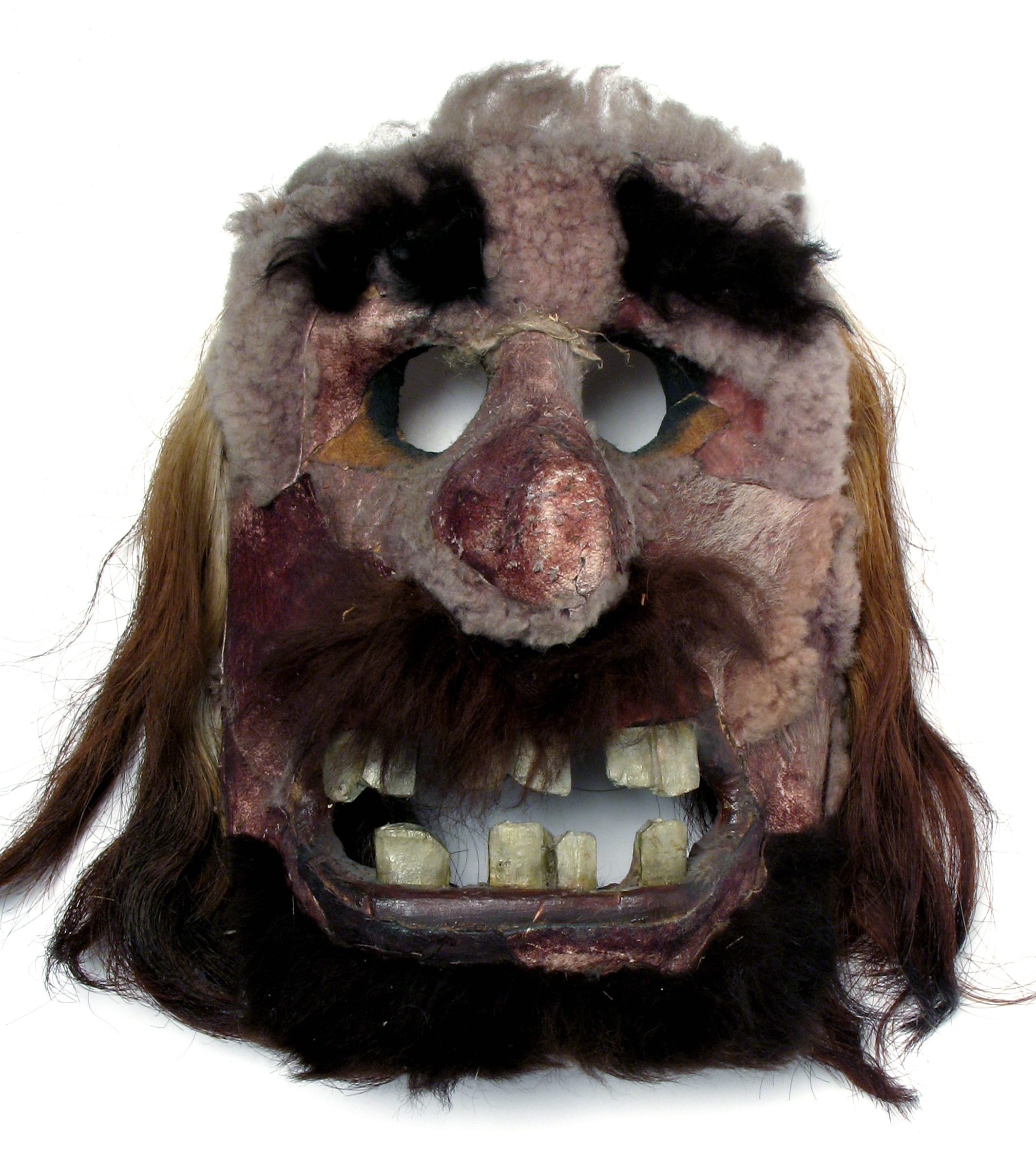
Maska Guślarza - aut. Józefa Hulki

Najpóźniej zainteresował się malarstwem na szkle. W jego obrazach oprócz tematyki religijnej pojawiają się sceny obrzędowe i z życia codziennego charakterystyczne dla terenu Żywiecczyzny. W latach pięćdziesiątych XX w. powstają również prace w nurcie socrealizmu.
Wspólnie z żoną Anną, zmarłą w 2009 r., jest laureatem nagrody im. Oskara Kolberga z 1992 roku. Od 1991 roku prowadzi Izbę Twórczą w swoim domu w Łękawicy. W 2004 r. obchodził jubileusz 50-lecia pracy twórczej. Wówczas Marco Querel nakręcił o nim film dokumentalny dla Instytutu Polskiego w Rzymie.
Kilkadziesiąt jego prac znajduje się w kolekcji Państwowego Muzeum Etnograficznego w Warszawie. Są to przede wszystkim maski, rzeźby, malarstwo na szkle oraz szopki kukiełkowe i lalki. Prace Józefa Hulki znajdziemy również w Muzeum Śląskim w Katowicach oraz w kolekcjach prywatnych, m.in. w kolekcji europejskiej sztuki ludowej Reinera Harvera w Brackenheim (Niemcy) i w galerii sztuki polskiej Marco Querela w Spoleto (Włochy). Podczas obchodów 200-lecia Stanów Zjednoczonych w 1976 r. szopka wykonana przez małżonków Hulków stanęła przed Białym Domem w Waszyngtonie.

## Nagrody

### 1973
- II miejsce w Konkursie Rzeźby Ludowej (Bielsko-Biała)[5]

### 1976
- III miejsce w Konkursie Współczesnego Malarstwa na Szkle Karpat Polskich (Rabka)[5]

### 1992
- Nagroda im. Oskara Kolberga[4]

### 1998
- Nagroda Ministra Kultury i Sztuki[6]

### 2001
- Zasłużony Działacz Kultury[7]